# Jordi Adorno
Giorgio Adorno o Jordi Adorno (Gènova, vers 1350 - vers 1430) va ser un estadista genovès que va esdevenir dux de la República de Gènova durant dos anys, fins que va renunciar després d'una profunda guerra civil.
El seu pare era Adornino Adorno, la seva mare Nicolòsia della Rocca i el seu germà, Antoniotto, van ser elegits quatre vegades com a dux de la República. Va néixer c. 1350, però poc se sap de la seva joventut excepte que es va casar amb Pietrina Montaldo, filla del dux Leonardo Montaldo. Amb ella va tenir nou fills, inclòs el futur dux Raffaele Adorno.

## Mandat
El 1396, la República de Gènova s'havia unit al regne francès, però va recuperar la seva independència el 21 de març de 1413. El govern de curta durada dels vuit dirigents va cedir ràpidament i Giorgio va ser elegit dux menys d'una setmana després, el 27 de març. En l'escena diplomàtica, va aconseguir recuperar alguns dels territoris cedits pel governador francès durant l'ocupació. En particular, la República va comprar nombrosos castells i pobles al marquès de Monferat i a la República de Florència i va recuperar el control del baix Piemont i de la Riviera.
Un pas important en l'esforç per estabilitzar la República va ser la promulgació de la nova constitució. Els punts principals del nou règim van ser donar la màxima influència al dux en el sistema, i la fidelitat oficial a la fracció gibel·lina. En cas de vacant del dux, la sobirania de la República havia de passar al consell dels Dotze Ancians.

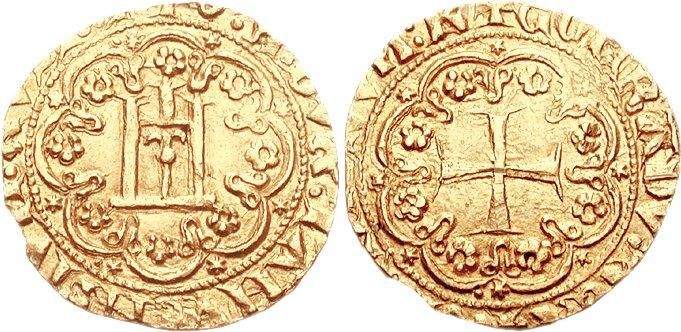
Moneda encunyada durant el mandat de Giorgio Adorno.

## Guerra civil
Les famílies nobles havien estat enemistades en una sèrie de conflictes durant diverses dècades. La crisi va arribar al seu punt culminant quan Isnardo Guarco va organitzar una revolta als territoris recentment reconquerits prop de la Toscana, però la rebel·lió va ser ràpidament sufocada. El desembre de 1414, Battista Montaldo va dirigir una forta facció güelf formada per les famílies Spinola, Vivaldi, Grilli, Negroni, Da Mare i Imperiali contra les famílies gibelines (Fregoso, Giustiniani, Promontorio, Soprani) que donaven suport a la duxat d'Adorno. Les lluites al carrer i els homicidis es van desenvolupar malgrat les crides de pau de l'arquebisbe. Famílies nobles que posseïen grans extensions de terra al llarg de les Rivieres, així com els Apenins i l'Oltregiogo (p. Fieschi i Doria), van participar en els disturbis al carrer per a defensar els seus propis interessos. Fins i tot les comunitats d'aquestes regions van participar en el conflicte, fent costat a faccions com els Doria-Campofregoso i Spinola-Adorno a Savona. Finalment, en els primers mesos de 1415 es va arribar a una treva, però per evitar ser destituït, el dux va demanar ajuda al duc de Milà que va enviar 300 soldats. Com a represàlia, la fracció güelfa va demanar ajuda al marquès de Monferrat.
Davant l'enfonsament de la ciutat, Barnaba di Guano, Giacomo Giustiniani i Antonio Doria es van reunir a la catedral de Sant Llorenç i van demanar la fi del conflicte. Finalment, van aconseguir convèncer Giorgio perquè renunciés a la duxat. Va dimitir el març de 1415. El govern de la República va quedar al govern dels dos priors, Tommaso di Campofregoso i Jacopo Giustiniani. Un cop destituït, Giorgio Adorno va obtenir la governació de Caffa i un estipendi anual de 300 ducats.